# ماتي ماتسون
ماتي ماتسون (بالفنلندية: Matti Mattsson)‏ هو سباح فنلندي، ولد في 5 أكتوبر 1993 في بوري في فنلندا.

## وصلات خارجية
- ماتي ماتسون على موقع الاتحاد الدولي للسباحة (الإنجليزية)
- ماتي ماتسون على موقع SwimRankings.net (الإنجليزية)
- ماتي ماتسون على موقع اللجنة الأولمبية الدولية (الإنجليزية)
- ماتي ماتسون على موقع أوليمبيديا (الإنجليزية)